# اوون چمبرلین
اوون چمبرلین (به انگلیسی: Owen Chamberlain) (زاده ۱۰ ژوئیه ۱۹۲۰ - درگذشته ۲۸ فوریه ۲۰۰۶) فیزیک‌دان آمریکایی است. او در سال ۱۹۵۹ به همراه امیلیو گینو سگر برای کشف پادپروتون موفق شدند جایزه نوبل در فیزیک را دریافت کنند.
او زاده سان فرانسیسکو، کالیفرنیاست.او فیزیک را از کالج دارتموث شروع کرد.